# Shigatse Dzong
Shigatse Dzong ist der umgangssprachliche Name für die große Festung des Stadtbezirks Samzhubzê im Hochland von Tibet, die als Vorbild für den Potala in Lhasa diente.

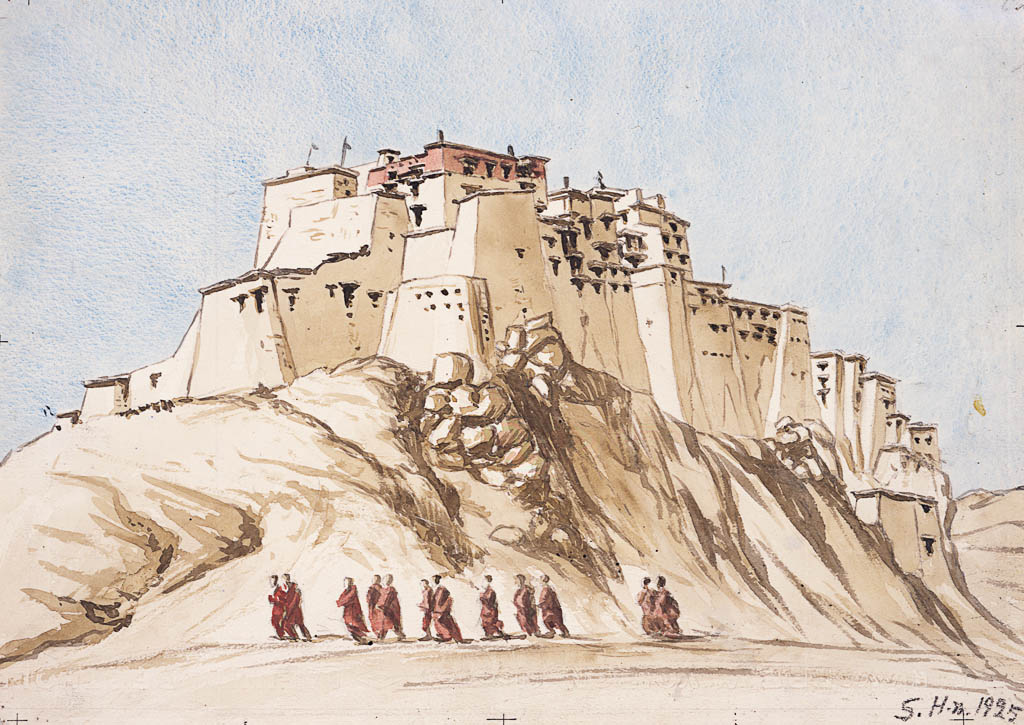
Zeichnung von Sven Hedin aus dem Jahr 1917

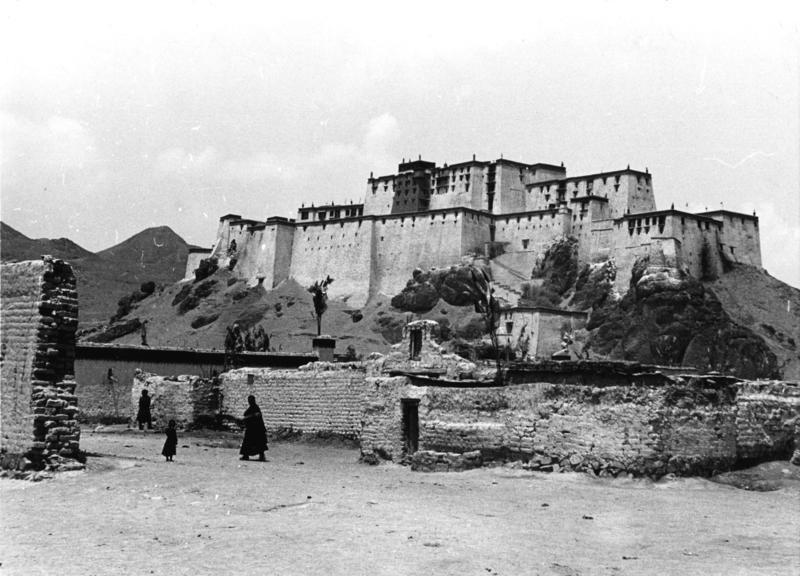
Die Burg Shigatse 1938

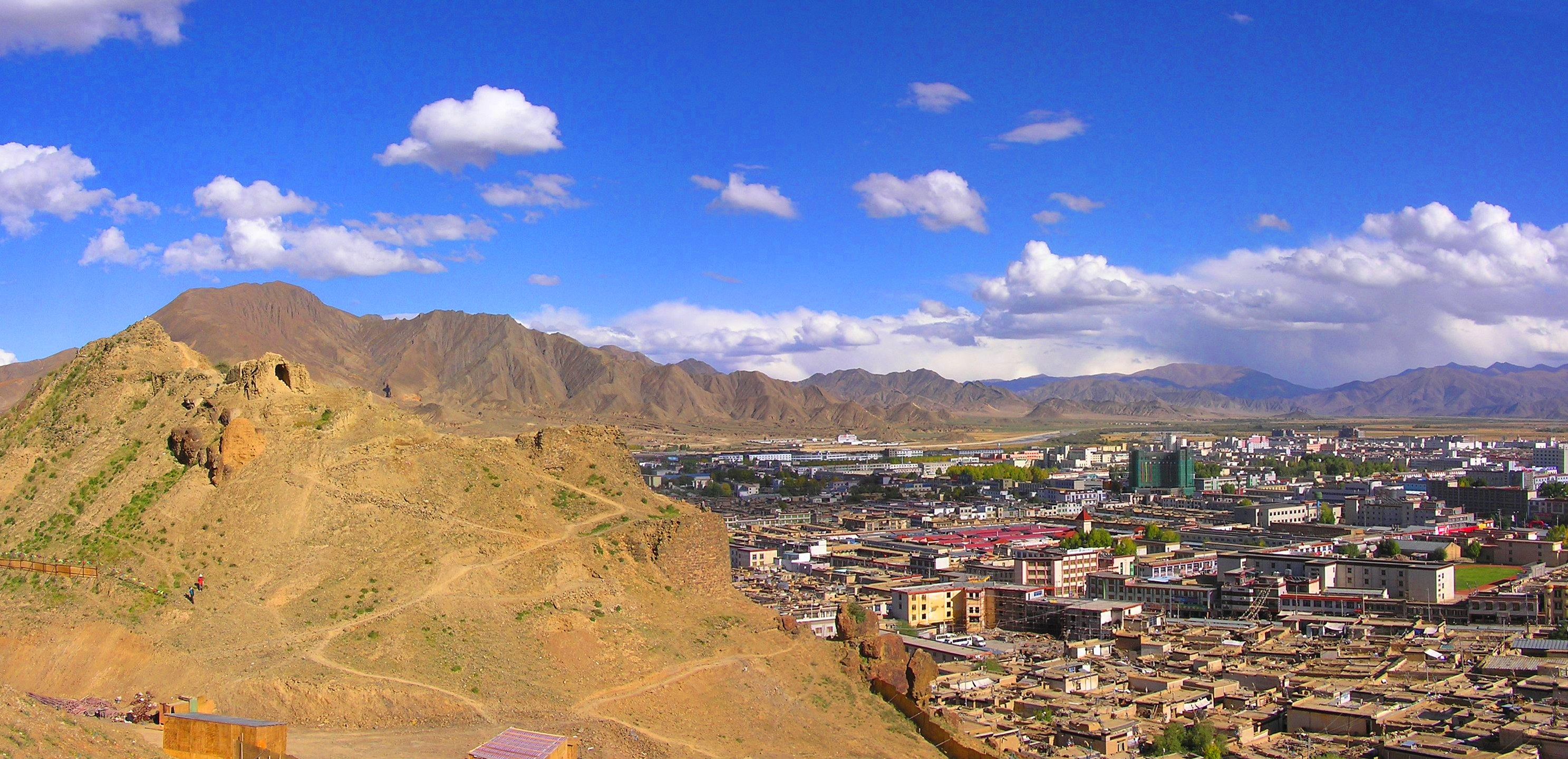
Blick auf die noch nicht wieder aufgebaute Festung Samdrubtse und die Stadt Shigatse (2005)

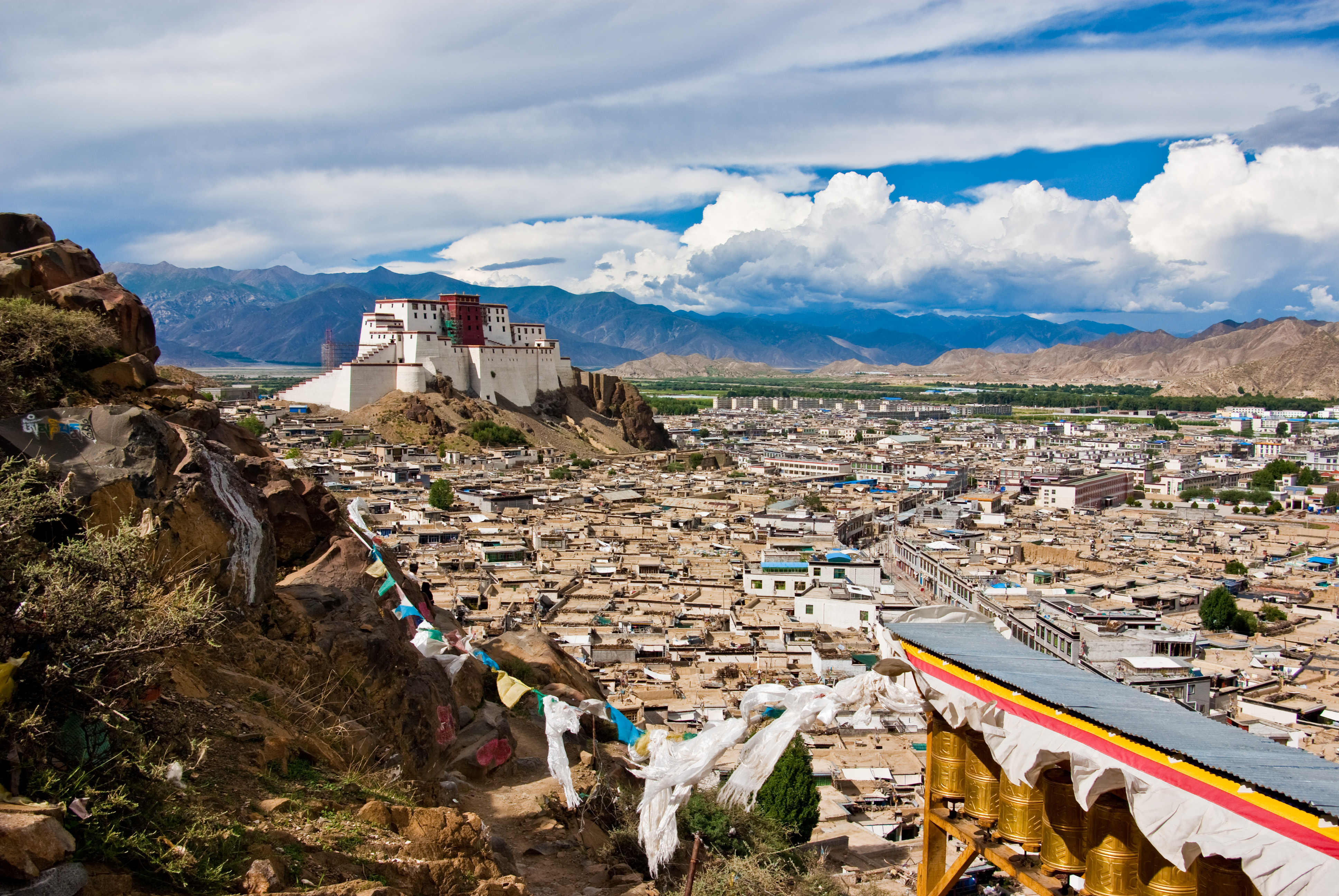
Die wieder aufgebaute Festung Shigatse Dzong (2008)

Hier regierten bis Mitte des 17. Jahrhunderts die Könige von Tsang, die längere Zeit große Teile Tibets – inklusive Lhasa – beherrschten. Als zu Beginn des 17. Jhs. die Gelugpa mit Hilfe der Mongolen aus Amdo die Vorherrschaft erringen konnten, wurde der 5. Dalai Lama 1642 „Herrscher von Tibet“. Da dieser jedoch in Lhasa residierte, wurde dort in der Folge der Potala-Palast errichtet, dessen Vorbild die Burg Shigatse Dzong gewesen sein dürfte. Nach dem Scheitern des tibetischen Volksaufstandes von 1959 wurde 1961 die Festung auf Befehl der chinesischen Obrigkeit abgetragen. Im Zeitraum von 2005 bis 2007 wurde sie mit Spendengeldern aus Shanghai rekonstruiert. Dem Wiederaufbau dienten alte Fotos als Grundlage, doch ist der Bau heute in Zement- oder Betonmauern ausgeführt worden, die außen anschließend mit Natursteinen verkleidet werden sollen. Er soll zu einem Museum umgestaltet werden.